# 北高鎮 (肥鄉區)
北高鎮，是中华人民共和国河北省邯郸市肥乡区下辖的一个乡镇级行政单位。2022年1月5日，旧店乡改设北高镇。

## 行政区划
北高鎮下辖以下地区：
旧店村、东营村、焦寨村、西马寨村、东马寨村、西辛店村、中辛店村、东辛店村、东高村、东路庄村、西路庄村、北河马村、东北高村、西北高村、东辛寨村、西辛寨村、南庄村、贾寨村、张庄村、北杨庄村、许庄村、南营村、温庄村、王庄村、贾庄村和北营村。